# Billy Duffy
Billy Duffy (nascido William Henry Duffy, 12 de maio, Hulme, Manchester) é um guitarrista e compositor inglês, mais conhecido por ser membro integrante da banda britânica The Cult.

## Inicio
Duffy cresceu em Manchester, onde começou a tocar violão aos quatorze anos de idade. Duffy começou sua carreira tocando em diferentes bandas punk de no final de 1970, mas estes anos anteriores foram mais notáveis por ter introduzido Johnny Marr (The Smiths) para a guitarra e incentivando Morrissey para fazer sua estreia cantando com Duffy, em The Nosebleeds.
Quando o movimento punk rock inicial (liderada pelos Sex Pistols) morreu, Duffy acabou por se instalar como guitarrista de Theatre Of Hate. Finalmente encontrou Ian Astbury (vocalista do gothic rock da banda Southern Death Cult), que ficou impressionado com a perícia de Duffy e abandonou Southern Death Cult para iniciar uma nova banda com ele. Juntos, eles exploraram o sucesso do Southern Death Cult, chamando-se Death Cult. Após alarde inicial e um par de singles, Duffy, após uma viagem a Nova York, convenceu Astbury a encurtar o nome da banda para The Cult, em 1984.
A estreia de The Cult, o single "Spiritwalker", Duffy começou a criar um som característico com uma escolha pouco frequente de guitarra, uma Gretsch White Falcon dos meados dos anos 70.

## Anos 80
Duffy ajudou a mudar o som de The Cult para metal-blues para seu terceiro álbum, "Electric" de 1987, o crédito para que essa alteração fosse possível foi para o produtor e fã de AC/DC, Rick Rubin. Fresco ainda pelo seu trabalho de produção nos Beastie Boys no seu álbum de estreia "Licensed to Ill", Rubin deu tanto a Duffy e a The Cult uma nova direcção musical.
Duffy mudou-se para Los Angeles em 1988, com Astbury, onde ambos permanecem. Lá, os dois parceiros de escrita (com o antigo baixista Jamie Stewart) viraram-se para stadium rock e gravaram "Sonic Temple". The Cult atingiu um público maior, mainstream, mas a atenção do público não foi sustentada com o seu próximo álbum, "Ceremony", no alvorecer da era grunge.
Após a turnê Cerimonial Stomp, de 1992, Astbury e Duffy foram pressionados para regressar às suas raízes, com "The Cult". Este acabaria por levar à saída de Ian Astbury de Duffy e de The Cult, em 1995.
Durante a interrupção do Cult durante quatro anos, Duffy tocou com Mike Peters, do The Alarm, num projecto chamado Coloursound.

## Reforma de Cult
Duffy reformula The Cult com Astbury, em 1999, que conduziu a um novo contrato de gravação com a Atlantic Records. Isso culminou com um show no Atlanta's Music Midtown Festival, em Maio de 2001, onde mais de 60 mil pessoas assistiram, levando à edição de "Beyond Good and Evil".
O single para promover o álbum, "Rise", que alcançou a posição #41 nos EUA e #2 nos Tops de rock mainstream, foi removido das rotações da rádio uma semana após o lançamento do álbum. As vendas decepcionantes, críticas e a fraca assistência na tournée que se seguiu, e novamente em 2002 Astbury deixou The Cult, quando recebeu uma oferta para cantar com os Doors.

## 2006 - actualmente
The Cult foi reformulada no início de 2006 com vários concertos nos EUA e na Europa. Duffy apareceu no filme de terror, Sin-Jin Smyth do director Ethan Dettenmaier, filmado em 2006, mas ainda sem lançamento.
No início de 2006, Duffy gravou um álbum de estreia com sua nova banda, Circus Diablo. O álbum foi gravado com Duffy tocando guitarra e o ex-Cult Billy Morrison como vocalista e baixista. O ex-vocalista de The Almighty, Ricky Warwick, tocou guitarra ritmo no CD. o ex-Cult, actual baterista de Velvet Revolver, Matt Sorum também tocou no disco e aparece como cortesia da RCA Records.
Após a conclusão do álbum, o ex-Fuel Brett Scallions, foi adicionado para ser o baixista, assim Morrison poderia se concentrar mais em vocalista. Em seguida, Jeremy Colson anteriormente com Steve Vai, foi trazido para ser o baterista em tempo inteiro para a banda. O envolvimento de Duffy terminou em 2007.
2011 - Tournée com The Cult.